# Volubilis
Volubilis (ngữ tộc Berber: Walili, tiếng Ả Rập: وليلي) là một thành phố của người Berber được khai quật một phần và là một di chỉ khảo cổ tại Maroc, nằm gần thành phố Meknes, và thường được coi là thủ đô của vương quốc Mauretania. Được xây dựng trong một khu vực nông nghiệp màu mỡ, nó phát triển từ thế kỷ 3 TCN như là một khu vực của người Berber, sau đó là khu định cư tiền Carthage cổ đại trước khi trở thành thủ đô của vương quốc Mauretania. Nó phát triển nhanh chóng dưới sự cai trị của La Mã từ thế kỷ 1 sau Công nguyên trở đi và mở rộng ra một khu vực có diện tích 42 hécta (100 mẫu Anh), với một bức tường thành dài 2,6 km (1,6 mi). Thành phố đã đạt được một số công trình công cộng lớn trong thế kỷ thứ 2, bao gồm một vương cung thánh đường, đền thờ La Mã và khải hoàn môn. Sự thịnh vượng của nó có nguồn gốc chủ yếu từ việc trồng ôliu, đã thúc đẩy việc xây dựng nhiều ngôi nhà phố khang trang với sàn lớn được khảm.
Thành phố sau đó rơi vào tay các bộ lạc địa phương vào khoảng năm 285 và không bao giờ bị La Mã chiếm lại vì sự xa xôi và không thể bảo vệ của nó ở biên giới phía tây nam của Đế quốc La Mã. Nó tiếp tục có người ở trong ít nhất thêm 700 năm nữa, đầu tiên là một cộng đồng Kitô giáo Latinh, sau đó là một khu định cư Hồi giáo sớm. Vào cuối thế kỷ thứ 8, nó trở thành cơ ngơi của Idris ibn Abdallah, người sáng lập vương triều Idrisid và Nhà nước Maroc. Đến thế kỷ thứ 11, Volubilis đã bị bỏ rơi sau khi vị trí quyền lực được rời đến thành phố Fes. Phần lớn dân số địa phương đã được chuyển đến thị trấn mới Moulay Idriss Zerhoun, cách Volubilis khoảng 5 km (3,1 mi).
Các tàn tích vẫn còn nguyên vẹn cho đến khi chúng bị tàn phá bởi một trận động đất vào giữa thế kỷ 18 và sau đó bị cướp bóc bởi những người cai trị Maroc lấy đá để xây dựng Meknes. Mãi đến cuối thế kỷ 19, địa điểm này mới được xác định rõ ràng là thành phố cổ Volubilis. Trong và sau thời Pháp cai trị, khoảng một nửa địa điểm đã được khai quật, cho thấy nhiều bức tranh khảm tinh xảo, và một số tòa nhà công cộng nổi bật và những ngôi nhà cao cấp đã được khôi phục hoặc xây dựng lại. Ngày nay, nó là một Di sản thế giới của UNESCO, như là một ví dụ được bảo tồn đặc biệt của một thị trấn thuộc địa La Mã rộng lớn ở rìa của đế quốc.